# Cassine
Cassine es un género de arbustos o pequeños árboles pertenecientes a la familia Celastraceae. Son nativos de África y Madagascar.Comprende 129 especies descritas y de estas, solo 65 aceptadas.

## Descripción
Son arbustos o pequeños árboles que alcanzan los 3-5 metros de altura. Las hojas son alternas, lanceoladas de 8-12 cm de longitud y de color verde brillante. Las flores de 4-5 pétalos son de color blanco amarillentas y se agrupan en racimos axilares. Los frutos son drupas dispuestos en racimos.

## Taxonomía
El género fue descrito por Carlos Linneo y publicado en Species Plantarum 1: 268. 1753. La especie tipo es: Cassine peragua L.

## Especies seleccionadas
- Cassine aethiopica
- Cassine affinis
- Cassine albanensis
- Cassine albens
- Cassine albivenosa
- Cassine australis
- Cassine orientalis - falso olivo
- Lista completa de especies